# Cicisbeo

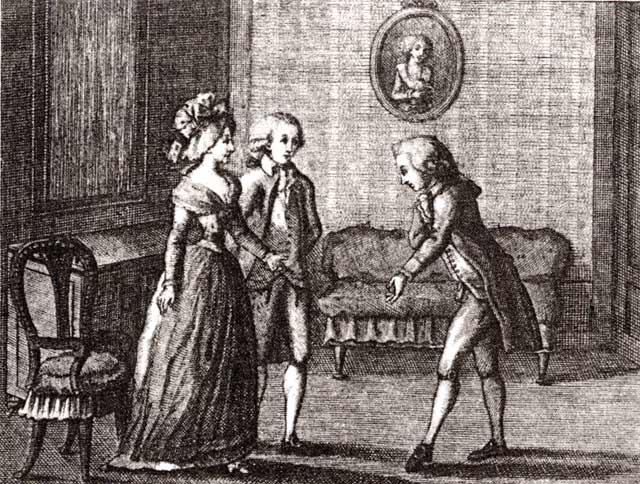
Il cicisbeo (illustrazione per le opere teatrali di Carlo Goldoni)

Cicisbeo o Cavalier servente era il gentiluomo che nel Settecento accompagnava una nobildonna sposata in occasioni mondane, feste, ricevimenti, teatri e l'assisteva nelle incombenze personali, quali toeletta, corrispondenza, compere, visite, giochi. Passava con lei gran parte della giornata e doveva elogiarla, sedersi accanto a lei nei pranzi e nelle cene, nelle passeggiate o nei giri in carrozza. La signora veniva definita cicisbea del cavaliere.

## Etimologia
L'etimologia della parola sembra essere connessa in modo parzialmente onomatopeico al bearsi nella conversazione, al cicaleccio, al cinguettio, al chiacchiericcio e al birignao che costituivano la principale delizia dei cicisbei.

## Ruolo sociale
Benché si abbiano notizie di simili pratiche già per i secoli precedenti (è noto, per esempio, il caso di Galeazzo Visconti (1455-1531) cavalier servente della duchessa Beatrice d'Este), l'usanza caratterizzò soprattutto il XVIII secolo. Essa fu praticata in maniera pressoché esclusiva in alcune città italiane, connotò profondamente l'intero secolo e fu di grande spessore, ampia diffusione e notevole influenza sul costume. All'inizio svolse una precisa funzione di socializzazione, anche se sembra fosse nata al solo scopo di proteggere la dama in assenza del marito. Con l'affermarsi della conversazione salottiera e il precisarsi, in questi ambiti, del ruolo femminile, il cicisbeo costituiva un elemento accessorio ma indispensabile per garantire alla donna libertà, sicurezza di movimento e prestigio sociale: era infatti scandaloso per una nobildonna non avere il proprio cicisbeo, e addirittura nei contratti matrimoniali veniva spesso specificato che la moglie di un nobile avesse diritto al proprio.
Infatti il cicisbeo ricopriva un ruolo ufficiale: era noto il suo rapporto di "servizio" con la dama, era in buoni rapporti col marito e con la famiglia, era insomma un appoggio che serviva a garantire rispettabilità alla signora oltre che contribuire allo sviluppo della rete di conoscenze e relazioni che la nobiltà utilizzava per affermare e sviluppare il suo potere. L'uso fu infatti ristretto alla sola classe nobiliare e, in rari casi, a quella altoborghese. In quest'ultimo caso era assai frequente che il cicisbeo venisse preso a servizio soltanto la domenica.
Una delle ragioni alla base di questa istituzione era l'uso dei matrimoni combinati, per interesse, tra nobili, il che costituiva una regola fissa. Quindi il fatto che i rapporti tra i coniugi fossero, nella maggioranza dei casi e nella migliore delle ipotesi, cordiali e affettuosi ma non certo dominati dalle passioni, era scontato. Il rapporto tra la dama e il cicisbeo, che era di stretta contiguità, non provocava la gelosia del coniuge e ciò avrebbe reso agli occhi della società soltanto ridicolo il marito geloso, che sarebbe stato giudicato persona scortese e di ristrette vedute.
Egli poteva svolgere la sua opera con la massima libertà, avere accesso alle stanze della signora, esserle d'aiuto, accompagnarla dovunque. Per la dama era fondamentale che il cicisbeo avesse delle qualità apprezzabili nella vita di società, cioè avvenenza, educazione, spirito, abilità nella conversazione, cultura. Spesso era un uomo più maturo della dama, in modo da offrirle l'ulteriore protezione di un carisma affinato dagli anni.
Molti arrivavano a mettere in dubbio le paternità dei figli nati dalle unioni nobiliari, in quanto la frequentazione avrebbe potuto spingersi a intimità che andavano ben oltre il lecito. Alcuni sostenevano che tra il matrimonio e la prima gravidanza trascorresse un periodo di moratoria in cui la dama era tenuta accuratamente lontana dalle occasioni sociali, in modo da garantire la legittimità della primogenitura. Infatti il primo figlio ereditava nome, titolo e sostanze. Questa opinione non pare fondata, tranne casi eccezionali. Sostanzialmente non sembra che l'istituto fosse sempre sinonimo di adulterio in quanto, nella maggior parte dei casi, esso riguardava, almeno così sembra dedursi dall'esame delle fonti, la sola sfera sociale.

## Tramonto della figura
L'immedesimazione o la decifrazione del sentire settecentesco è complesso perché tra la nostra valutazione e quei tempi si è frapposto il romanticismo ottocentesco, dal quale è ancora notevole l'influenza. Il cicisbeismo è tramontato, quasi di colpo, alla fine del Settecento. L'ottocentesca celebrazione romantica delle passioni e il sorgere di una nuova percezione dell'amore coniugale, non più giudicato socialmente sconveniente, ma anzi fonte di gioia e decoro, spazzarono via la gaia e colorata socievolezza dei protagonisti dell'Ancien Régime: il riscoperto rapporto coniugale non poteva più tollerare la presenza di un rivale, per di più ufficializzato.
Un ulteriore elemento che contribuisce a far scomparire il cicisbeismo è la Rivoluzione francese e il conseguente affermarsi della morale repubblicana, austera e iconoclasta nei confronti delle usanze della classe nobiliare sconfitta. La tendenza fu poi confermata dal regime napoleonico, e nemmeno la Restaurazione riuscì a mutare le cose, in quanto si era ormai costituita una classe borghese che cominciava a occupare posti preminenti nella società.
Il colpo finale giunse però dai moti patriottici del Risorgimento, che cambiarono definitivamente il quadro di riferimento, fondando nuovi valori, talvolta intrisi di retorica, celebrativi dell'impegno civile e del sacrificio.

## Cicisbei famosi
L'insieme degli usi connessi con il rapporto tra il cicisbeo, la dama e la scena sociale circostante sono restituiti in contesti letterari innumerevoli. Le autobiografie, gli epistolari e le opere di autori illustri, ma anche di appartenenti al ceto nobiliare meno noti, ne tracciano efficacemente i contorni. Se si osserva la scena storica da questa angolazione, emergono inaspettatamente personaggi famosi che non si sarebbe mai pensato di trovare in simili vesti. Il fenomeno sembra essere ristretto all'Italia destando le curiosità di illustri viaggiatori.
Ad esempio nelle memorie di Vittorio Alfieri si fanno numerosi riferimenti al servizio prestato per ben due anni alla marchesa Gabriella Falletti. Anche nell'epistolario dei fratelli Pietro e Alessandro Verri si legge spesso di esperienze analoghe. Il loro fratello minore, Giovanni Verri, fu il cicisbeo di Giulia Beccaria, ulteriore elemento a sostegno della tesi che fosse il padre naturale di Alessandro Manzoni. Non sono da meno Cesare Beccaria stesso e altri personaggi di primissimo piano della cultura italiana. 

## Fonti letterarie
Ampie notizie sull'argomento, trovato di volta in volta interessante, ameno o riprovevole, sono state scritte in seguito al rituale “viaggio in Italia” compiuto da celebri personaggi stranieri. Qui si può spaziare dalle memorie di de Brosses a quelle di de Lalande passando per Samuel Sharp, paladino indiscusso dell'anticicisbeismo. Altro viaggiatore che non manca di fare una puntuale osservazione sulla questione è il marchese De Sade e la grande attenzione verso questa usanza spiega quale rilevanza potesse avere nella società del tempo. È da notare che gli stranieri in visita in Italia vi si adattavano con facilità e curiosità, lasciandone frequenti tracce in lettere e memorie.
Un'altra cospicua fonte è il teatro, soprattutto quello goldoniano, attento com'era all'elemento di costume che si ritraeva dalle trame narrate. Spesso nelle commedie dell'autore veneziano sono messi in rilievo gli aspetti più comici delle situazioni, ma ciò permette di arricchire con ulteriori elementi la conoscenza del fenomeno, che era obiettivo degli strali dei moralisti o di quelli, soprattutto stranieri, che trovavano l'usanza quanto meno sconcertante.
Una feroce satira della figura del cicisbeo nel Settecento è rappresentata nell'opera Il giorno di Giuseppe Parini.
Qualche riferimento al cicisbeo si trova anche nella letteratura moderna.

## Teatro
Varie rappresentazioni teatrali videro tale figura, tra cui vanno evidenziate:
- Le nozze di Figaro, opera lirica di Wolfgang Amadeus Mozart (1786);
- La famiglia dell'antiquario, commedia di Carlo Goldoni (1749);
- Il festino, commedia di Carlo Goldoni (1754);
- L'italiana in Algeri, opera lirica di Gioachino Rossini (1813);
- Cicisbeo sconsolato di Giovan Battista Fagiuoli (edizione cremonese: 1724).